# Liste des planètes mineures (695001-696000)
Voici la liste des planètes mineures numérotées de 695001 à 6960000. Les planètes mineures sont numérotées lorsque leur orbite est confirmée, ce qui peut parfois se produire longtemps après leur découverte. Elles sont classées ici par leur numéro.

## Planètes mineures 695001 à 696000
- (695001) 2015 UC53
- (695002) 2015 UG53
- (695003) 2015 UT53
- (695004) 2015 UF54
- (695005) 2015 UM54
- (695006) 2015 UR55
- (695007) 2015 UE58
- (695008) 2015 UJ58
- (695009) 2015 UM60
- (695010) 2015 UF62
- (695011) 2015 UP62
- (695012) 2015 UW64
- (695013) 2015 UE65
- (695014) 2015 UN66
- (695015) 2015 UK68
- (695016) 2015 UY69
- (695017) 2015 UV70
- (695018) 2015 UA74
- (695019) 2015 UF76
- (695020) 2015 UG83
- (695021) 2015 UO87
- (695022) 2015 UP87
- (695023) 2015 UU87
- (695024) 2015 UV87
- (695025) 2015 UZ87
- (695026) 2015 UN88
- (695027) 2015 UO88
- (695028) 2015 UX88
- (695029) 2015 UB89
- (695030) 2015 UJ89
- (695031) 2015 UO89
- (695032) 2015 UT89
- (695033) 2015 UL90
- (695034) 2015 UX97
- (695035) 2015 UY97
- (695036) 2015 UJ99
- (695037) 2015 UM99
- (695038) 2015 UX99
- (695039) 2015 UK100
- (695040) 2015 UE101
- (695041) 2015 UJ103
- (695042) 2015 VG4
- (695043) 2015 VJ4
- (695044) 2015 VH5
- (695045) 2015 VP5
- (695046) 2015 VH6
- (695047) 2015 VT7
- (695048) 2015 VW7
- (695049) 2015 VY9
- (695050) 2015 VA10
- (695051) 2015 VY11
- (695052) 2015 VR12
- (695053) 2015 VK13
- (695054) 2015 VF14
- (695055) 2015 VM17
- (695056) 2015 VQ17
- (695057) 2015 VS17
- (695058) 2015 VR18
- (695059) 2015 VL21
- (695060) 2015 VC23
- (695061) 2015 VE24
- (695062) 2015 VK26
- (695063) 2015 VO27
- (695064) 2015 VY27
- (695065) 2015 VK28
- (695066) 2015 VF29
- (695067) 2015 VQ29
- (695068) 2015 VR32
- (695069) 2015 VJ33
- (695070) 2015 VY36
- (695071) 2015 VE38
- (695072) 2015 VP39
- (695073) 2015 VX39
- (695074) 2015 VO42
- (695075) 2015 VV42
- (695076) 2015 VS45
- (695077) 2015 VF46
- (695078) 2015 VS46
- (695079) 2015 VE51
- (695080) 2015 VH51
- (695081) 2015 VM51
- (695082) 2015 VJ52
- (695083) 2015 VN52
- (695084) 2015 VS52
- (695085) 2015 VP53
- (695086) 2015 VX54
- (695087) 2015 VX55
- (695088) 2015 VF56
- (695089) 2015 VV56
- (695090) 2015 VU57
- (695091) 2015 VX59
- (695092) 2015 VS61
- (695093) 2015 VY61
- (695094) 2015 VV66
- (695095) 2015 VH67
- (695096) 2015 VS67
- (695097) 2015 VN69
- (695098) 2015 VS70
- (695099) 2015 VJ71
- (695100) 2015 VC72
- (695101) 2015 VG73
- (695102) 2015 VG74
- (695103) 2015 VA75
- (695104) 2015 VD76
- (695105) 2015 VE76
- (695106) 2015 VG76
- (695107) 2015 VF77
- (695108) 2015 VD78
- (695109) 2015 VP78
- (695110) 2015 VL79
- (695111) 2015 VT79
- (695112) 2015 VO81
- (695113) 2015 VS81
- (695114) 2015 VA82
- (695115) 2015 VN82
- (695116) 2015 VW83
- (695117) 2015 VF84
- (695118) 2015 VQ84
- (695119) 2015 VR84
- (695120) 2015 VD88
- (695121) 2015 VJ89
- (695122) 2015 VY89
- (695123) 2015 VB92
- (695124) 2015 VZ92
- (695125) 2015 VL95
- (695126) 2015 VQ96
- (695127) 2015 VZ96
- (695128) 2015 VC98
- (695129) 2015 VJ98
- (695130) 2015 VK98
- (695131) 2015 VD99
- (695132) 2015 VB100
- (695133) 2015 VE100
- (695134) 2015 VR100
- (695135) 2015 VX100
- (695136) 2015 VB101
- (695137) 2015 VC103
- (695138) 2015 VO103
- (695139) 2015 VZ108
- (695140) 2015 VA109
- (695141) 2015 VE109
- (695142) 2015 VS110
- (695143) 2015 VO111
- (695144) 2015 VW111
- (695145) 2015 VJ112
- (695146) 2015 VT112
- (695147) 2015 VE114
- (695148) 2015 VN115
- (695149) 2015 VU115
- (695150) 2015 VF116
- (695151) 2015 VC118
- (695152) 2015 VH118
- (695153) 2015 VQ118
- (695154) 2015 VT125
- (695155) 2015 VY126
- (695156) 2015 VH128
- (695157) 2015 VN129
- (695158) 2015 VW129
- (695159) 2015 VT130
- (695160) 2015 VV130
- (695161) 2015 VX130
- (695162) 2015 VZ131
- (695163) 2015 VN132
- (695164) 2015 VV132
- (695165) 2015 VU133
- (695166) 2015 VY133
- (695167) 2015 VV134
- (695168) 2015 VG136
- (695169) 2015 VE139
- (695170) 2015 VX139
- (695171) 2015 VF140
- (695172) 2015 VT141
- (695173) 2015 VN142
- (695174) 2015 VS143
- (695175) 2015 VZ143
- (695176) 2015 VG144
- (695177) 2015 VQ146
- (695178) 2015 VX147
- (695179) 2015 VA148
- (695180) 2015 VF149
- (695181) 2015 VV152
- (695182) 2015 VW155
- (695183) 2015 VN156
- (695184) 2015 VB157
- (695185) 2015 VP157
- (695186) 2015 VT157
- (695187) 2015 VY157
- (695188) 2015 VW158
- (695189) 2015 VB159
- (695190) 2015 VK159
- (695191) 2015 VD160
- (695192) 2015 VP160
- (695193) 2015 VW160
- (695194) 2015 VY161
- (695195) 2015 VZ161
- (695196) 2015 VG162
- (695197) 2015 VO162
- (695198) 2015 VC189
- (695199) 2015 VJ189
- (695200) 2015 VL190
- (695201) 2015 VP191
- (695202) 2015 VT191
- (695203) 2015 VD193
- (695204) 2015 VT193
- (695205) 2015 VZ193
- (695206) 2015 VF194
- (695207) 2015 VD195
- (695208) 2015 VE195
- (695209) 2015 VY196
- (695210) 2015 VO208
- (695211) 2015 VG220
- (695212) 2015 VJ220
- (695213) 2015 WU
- (695214) 2015 WQ3
- (695215) 2015 WB4
- (695216) 2015 WM4
- (695217) 2015 WV4
- (695218) 2015 WU6
- (695219) 2015 WE8
- (695220) 2015 WA11
- (695221) 2015 WG11
- (695222) 2015 WH14
- (695223) 2015 WG17
- (695224) 2015 WO17
- (695225) 2015 WT18
- (695226) 2015 WB19
- (695227) 2015 WD19
- (695228) 2015 WR19
- (695229) 2015 WV19
- (695230) 2015 WL20
- (695231) 2015 WY20
- (695232) 2015 WF21
- (695233) 2015 WT21
- (695234) 2015 WL22
- (695235) 2015 WP28
- (695236) 2015 WX29
- (695237) 2015 WB30
- (695238) 2015 WR30
- (695239) 2015 WM31
- (695240) 2015 WX31
- (695241) 2015 XD
- (695242) 2015 XL
- (695243) 2015 XO2
- (695244) 2015 XQ2
- (695245) 2015 XL4
- (695246) 2015 XS4
- (695247) 2015 XE5
- (695248) 2015 XC6
- (695249) 2015 XZ6
- (695250) 2015 XU7
- (695251) 2015 XG8
- (695252) 2015 XO8
- (695253) 2015 XE9
- (695254) 2015 XQ9
- (695255) 2015 XW9
- (695256) 2015 XS10
- (695257) 2015 XY10
- (695258) 2015 XT11
- (695259) 2015 XH12
- (695260) 2015 XT13
- (695261) 2015 XY15
- (695262) 2015 XC16
- (695263) 2015 XR16
- (695264) 2015 XA17
- (695265) 2015 XN17
- (695266) 2015 XO17
- (695267) 2015 XY17
- (695268) 2015 XF18
- (695269) 2015 XE20
- (695270) 2015 XX21
- (695271) 2015 XL22
- (695272) 2015 XY23
- (695273) 2015 XB24
- (695274) 2015 XS26
- (695275) 2015 XO27
- (695276) 2015 XJ28
- (695277) 2015 XC29
- (695278) 2015 XA30
- (695279) 2015 XQ30
- (695280) 2015 XA31
- (695281) 2015 XU31
- (695282) 2015 XX31
- (695283) 2015 XQ32
- (695284) 2015 XT32
- (695285) 2015 XU33
- (695286) 2015 XX34
- (695287) 2015 XN35
- (695288) 2015 XB36
- (695289) 2015 XK37
- (695290) 2015 XF38
- (695291) 2015 XY38
- (695292) 2015 XP39
- (695293) 2015 XT40
- (695294) 2015 XU41
- (695295) 2015 XY42
- (695296) 2015 XD44
- (695297) 2015 XG45
- (695298) 2015 XZ46
- (695299) 2015 XD50
- (695300) 2015 XL50
- (695301) 2015 XQ50
- (695302) 2015 XD51
- (695303) 2015 XA52
- (695304) 2015 XN53
- (695305) 2015 XD56
- (695306) 2015 XG56
- (695307) 2015 XK58
- (695308) 2015 XD59
- (695309) 2015 XD60
- (695310) 2015 XT60
- (695311) 2015 XT61
- (695312) 2015 XZ61
- (695313) 2015 XH62
- (695314) 2015 XE63
- (695315) 2015 XO63
- (695316) 2015 XQ63
- (695317) 2015 XE65
- (695318) 2015 XD66
- (695319) 2015 XZ70
- (695320) 2015 XC71
- (695321) 2015 XF72
- (695322) 2015 XV73
- (695323) 2015 XP74
- (695324) 2015 XF76
- (695325) 2015 XK76
- (695326) 2015 XQ76
- (695327) 2015 XT76
- (695328) 2015 XC77
- (695329) 2015 XN77
- (695330) 2015 XH80
- (695331) 2015 XP80
- (695332) 2015 XP83
- (695333) 2015 XG85
- (695334) 2015 XY85
- (695335) 2015 XC87
- (695336) 2015 XR88
- (695337) 2015 XS89
- (695338) 2015 XZ89
- (695339) 2015 XH90
- (695340) 2015 XJ90
- (695341) 2015 XR94
- (695342) 2015 XC97
- (695343) 2015 XL97
- (695344) 2015 XX97
- (695345) 2015 XG99
- (695346) 2015 XH99
- (695347) 2015 XF101
- (695348) 2015 XA103
- (695349) 2015 XB104
- (695350) 2015 XH104
- (695351) 2015 XA105
- (695352) 2015 XU105
- (695353) 2015 XQ108
- (695354) 2015 XR113
- (695355) 2015 XE116
- (695356) 2015 XN117
- (695357) 2015 XL120
- (695358) 2015 XQ121
- (695359) 2015 XL125
- (695360) 2015 XH126
- (695361) 2015 XM127
- (695362) 2015 XD134
- (695363) 2015 XS134
- (695364) 2015 XD135
- (695365) 2015 XR135
- (695366) 2015 XQ137
- (695367) 2015 XM139
- (695368) 2015 XO139
- (695369) 2015 XU141
- (695370) 2015 XA143
- (695371) 2015 XD143
- (695372) 2015 XO143
- (695373) 2015 XZ143
- (695374) 2015 XN144
- (695375) 2015 XT145
- (695376) 2015 XG148
- (695377) 2015 XN150
- (695378) 2015 XE154
- (695379) 2015 XY154
- (695380) 2015 XD156
- (695381) 2015 XO159
- (695382) 2015 XJ163
- (695383) 2015 XT163
- (695384) 2015 XP166
- (695385) 2015 XK167
- (695386) 2015 XV172
- (695387) 2015 XA173
- (695388) 2015 XF174
- (695389) 2015 XH177
- (695390) 2015 XF178
- (695391) 2015 XW181
- (695392) 2015 XG182
- (695393) 2015 XG185
- (695394) 2015 XY190
- (695395) 2015 XD192
- (695396) 2015 XL192
- (695397) 2015 XM192
- (695398) 2015 XU195
- (695399) 2015 XD197
- (695400) 2015 XW197
- (695401) 2015 XN201
- (695402) 2015 XQ204
- (695403) 2015 XJ208
- (695404) 2015 XZ209
- (695405) 2015 XE210
- (695406) 2015 XV211
- (695407) 2015 XF212
- (695408) 2015 XD215
- (695409) 2015 XS217
- (695410) 2015 XK219
- (695411) 2015 XM219
- (695412) 2015 XU220
- (695413) 2015 XT222
- (695414) 2015 XO225
- (695415) 2015 XF229
- (695416) 2015 XJ237
- (695417) 2015 XW239
- (695418) 2015 XL241
- (695419) 2015 XX242
- (695420) 2015 XQ246
- (695421) 2015 XW247
- (695422) 2015 XL252
- (695423) 2015 XS252
- (695424) 2015 XR253
- (695425) 2015 XF258
- (695426) 2015 XC259
- (695427) 2015 XP262
- (695428) 2015 XD264
- (695429) 2015 XQ268
- (695430) 2015 XN269
- (695431) 2015 XV270
- (695432) 2015 XK271
- (695433) 2015 XP275
- (695434) 2015 XZ276
- (695435) 2015 XY278
- (695436) 2015 XZ280
- (695437) 2015 XZ281
- (695438) 2015 XQ283
- (695439) 2015 XW283
- (695440) 2015 XS284
- (695441) 2015 XN290
- (695442) 2015 XH291
- (695443) 2015 XD293
- (695444) 2015 XT295
- (695445) 2015 XK298
- (695446) 2015 XU299
- (695447) 2015 XK304
- (695448) 2015 XX304
- (695449) 2015 XO305
- (695450) 2015 XP305
- (695451) 2015 XF308
- (695452) 2015 XZ309
- (695453) 2015 XH311
- (695454) 2015 XV311
- (695455) 2015 XP312
- (695456) 2015 XT313
- (695457) 2015 XG314
- (695458) 2015 XF318
- (695459) 2015 XO320
- (695460) 2015 XL321
- (695461) 2015 XS321
- (695462) 2015 XL322
- (695463) 2015 XC328
- (695464) 2015 XT329
- (695465) 2015 XW331
- (695466) 2015 XZ333
- (695467) 2015 XH335
- (695468) 2015 XX335
- (695469) 2015 XO336
- (695470) 2015 XR336
- (695471) 2015 XA337
- (695472) 2015 XC337
- (695473) 2015 XU339
- (695474) 2015 XR340
- (695475) 2015 XW340
- (695476) 2015 XZ340
- (695477) 2015 XE342
- (695478) 2015 XR342
- (695479) 2015 XB344
- (695480) 2015 XK345
- (695481) 2015 XQ345
- (695482) 2015 XR346
- (695483) 2015 XV346
- (695484) 2015 XB347
- (695485) 2015 XF347
- (695486) 2015 XU348
- (695487) 2015 XX349
- (695488) 2015 XK350
- (695489) 2015 XD351
- (695490) 2015 XP354
- (695491) 2015 XK356
- (695492) 2015 XA357
- (695493) 2015 XK357
- (695494) 2015 XR359
- (695495) 2015 XS359
- (695496) 2015 XD361
- (695497) 2015 XH361
- (695498) 2015 XX361
- (695499) 2015 XE362
- (695500) 2015 XO362
- (695501) 2015 XS362
- (695502) 2015 XO364
- (695503) 2015 XW364
- (695504) 2015 XQ366
- (695505) 2015 XY366
- (695506) 2015 XS367
- (695507) 2015 XB368
- (695508) 2015 XC369
- (695509) 2015 XE369
- (695510) 2015 XP369
- (695511) 2015 XB373
- (695512) 2015 XM373
- (695513) 2015 XC376
- (695514) 2015 XD376
- (695515) 2015 XF376
- (695516) 2015 XZ376
- (695517) 2015 XM379
- (695518) 2015 XO381
- (695519) 2015 XL383
- (695520) 2015 XW385
- (695521) 2015 XP386
- (695522) 2015 XP395
- (695523) 2015 XD397
- (695524) 2015 XO397
- (695525) 2015 XC398
- (695526) 2015 XF399
- (695527) 2015 XQ399
- (695528) 2015 XT399
- (695529) 2015 XH400
- (695530) 2015 XJ400
- (695531) 2015 XL400
- (695532) 2015 XM400
- (695533) 2015 XH401
- (695534) 2015 XM401
- (695535) 2015 XB402
- (695536) 2015 XR402
- (695537) 2015 XT402
- (695538) 2015 XR403
- (695539) 2015 XU403
- (695540) 2015 XT404
- (695541) 2015 XR405
- (695542) 2015 XV405
- (695543) 2015 XG406
- (695544) 2015 XW407
- (695545) 2015 XG410
- (695546) 2015 XF411
- (695547) 2015 XT411
- (695548) 2015 XJ417
- (695549) 2015 XV426
- (695550) 2015 XM440
- (695551) 2015 XQ440
- (695552) 2015 XS440
- (695553) 2015 XN443
- (695554) 2015 XQ443
- (695555) 2015 XS443
- (695556) 2015 XT443
- (695557) 2015 XF444
- (695558) 2015 XN444
- (695559) 2015 XT444
- (695560) 2015 XP446
- (695561) 2015 XR448
- (695562) 2015 XW448
- (695563) 2015 XM449
- (695564) 2015 XR449
- (695565) 2015 XW452
- (695566) 2015 XY452
- (695567) 2015 XA453
- (695568) 2015 XG453
- (695569) 2015 XP454
- (695570) 2015 XJ464
- (695571) 2015 XP476
- (695572) 2015 XJ483
- (695573) 2015 XE490
- (695574) 2015 XO492
- (695575) 2015 XV496
- (695576) 2015 XC500
- (695577) 2015 XY507
- (695578) 2015 XQ508
- (695579) 2015 YX1
- (695580) 2015 YW2
- (695581) 2015 YH6
- (695582) 2015 YU6
- (695583) 2015 YE17
- (695584) 2015 YL18
- (695585) 2015 YT18
- (695586) 2015 YD23
- (695587) 2015 YK25
- (695588) 2015 YS25
- (695589) 2015 YT25
- (695590) 2015 YY25
- (695591) 2015 YG26
- (695592) 2015 YG32
- (695593) 2015 YT32
- (695594) 2015 YC34
- (695595) 2016 AX
- (695596) 2016 AL1
- (695597) 2016 AY4
- (695598) 2016 AG5
- (695599) 2016 AU5
- (695600) 2016 AN6
- (695601) 2016 AC7
- (695602) 2016 AD7
- (695603) 2016 AV12
- (695604) 2016 AH14
- (695605) 2016 AO14
- (695606) 2016 AE17
- (695607) 2016 AP17
- (695608) 2016 AW17
- (695609) 2016 AE20
- (695610) 2016 AN20
- (695611) 2016 AX21
- (695612) 2016 AG22
- (695613) 2016 AB26
- (695614) 2016 AG26
- (695615) 2016 AU27
- (695616) 2016 AB30
- (695617) 2016 AW30
- (695618) 2016 AS32
- (695619) 2016 AZ32
- (695620) 2016 AV33
- (695621) 2016 AK34
- (695622) 2016 AO34
- (695623) 2016 AA35
- (695624) 2016 AO35
- (695625) 2016 AX38
- (695626) 2016 AK41
- (695627) 2016 AV43
- (695628) 2016 AQ44
- (695629) 2016 AU44
- (695630) 2016 AH45
- (695631) 2016 AH46
- (695632) 2016 AP47
- (695633) 2016 AS48
- (695634) 2016 AP52
- (695635) 2016 AA53
- (695636) 2016 AH53
- (695637) 2016 AY54
- (695638) 2016 AF55
- (695639) 2016 AN55
- (695640) 2016 AT56
- (695641) 2016 AM57
- (695642) 2016 AF58
- (695643) 2016 AM59
- (695644) 2016 AV66
- (695645) 2016 AA69
- (695646) 2016 AK71
- (695647) 2016 AM71
- (695648) 2016 AJ76
- (695649) 2016 AU80
- (695650) 2016 AW81
- (695651) 2016 AQ83
- (695652) 2016 AV85
- (695653) 2016 AQ86
- (695654) 2016 AZ89
- (695655) 2016 AH90
- (695656) 2016 AZ90
- (695657) 2016 AA91
- (695658) 2016 AE94
- (695659) 2016 AY95
- (695660) 2016 AV96
- (695661) 2016 AJ97
- (695662) 2016 AN98
- (695663) 2016 AO98
- (695664) 2016 AU99
- (695665) 2016 AC101
- (695666) 2016 AW101
- (695667) 2016 AZ101
- (695668) 2016 AM102
- (695669) 2016 AF105
- (695670) 2016 AN105
- (695671) 2016 AT106
- (695672) 2016 AC107
- (695673) 2016 AN113
- (695674) 2016 AC114
- (695675) 2016 AZ114
- (695676) 2016 AF115
- (695677) 2016 AR115
- (695678) 2016 AG117
- (695679) 2016 AF120
- (695680) 2016 AU120
- (695681) 2016 AY122
- (695682) 2016 AC128
- (695683) 2016 AG136
- (695684) 2016 AJ137
- (695685) 2016 AJ138
- (695686) 2016 AD140
- (695687) 2016 AW141
- (695688) 2016 AJ145
- (695689) 2016 AZ148
- (695690) 2016 AG153
- (695691) 2016 AC157
- (695692) 2016 AY162
- (695693) 2016 AN163
- (695694) 2016 AQ165
- (695695) 2016 AC168
- (695696) 2016 AB169
- (695697) 2016 AX177
- (695698) 2016 AY177
- (695699) 2016 AA181
- (695700) 2016 AY181
- (695701) 2016 AK182
- (695702) 2016 AE188
- (695703) 2016 AO189
- (695704) 2016 AJ190
- (695705) 2016 AL192
- (695706) 2016 AP192
- (695707) 2016 AV194
- (695708) 2016 AH195
- (695709) 2016 AN196
- (695710) 2016 AP196
- (695711) 2016 AV198
- (695712) 2016 AC200
- (695713) 2016 AX200
- (695714) 2016 AF211
- (695715) 2016 AK216
- (695716) 2016 AZ216
- (695717) 2016 AD217
- (695718) 2016 AF217
- (695719) 2016 AG217
- (695720) 2016 AH217
- (695721) 2016 AU219
- (695722) 2016 AC220
- (695723) 2016 AN220
- (695724) 2016 AN222
- (695725) 2016 AW222
- (695726) 2016 AB223
- (695727) 2016 AC223
- (695728) 2016 AE223
- (695729) 2016 AF223
- (695730) 2016 AH223
- (695731) 2016 AK223
- (695732) 2016 AT223
- (695733) 2016 AF224
- (695734) 2016 AL225
- (695735) 2016 AE226
- (695736) 2016 AS227
- (695737) 2016 AT227
- (695738) 2016 AC228
- (695739) 2016 AA230
- (695740) 2016 AA231
- (695741) 2016 AB231
- (695742) 2016 AD231
- (695743) 2016 AG231
- (695744) 2016 AM231
- (695745) 2016 AT231
- (695746) 2016 AU231
- (695747) 2016 AK233
- (695748) 2016 AC236
- (695749) 2016 AE236
- (695750) 2016 AG236
- (695751) 2016 AR237
- (695752) 2016 AW237
- (695753) 2016 AX237
- (695754) 2016 AJ241
- (695755) 2016 AP242
- (695756) 2016 AE243
- (695757) 2016 AQ245
- (695758) 2016 AK247
- (695759) 2016 AW249
- (695760) 2016 AK250
- (695761) 2016 AY250
- (695762) 2016 AQ251
- (695763) 2016 AF253
- (695764) 2016 AL255
- (695765) 2016 AR255
- (695766) 2016 AH256
- (695767) 2016 AB261
- (695768) 2016 AH261
- (695769) 2016 AL262
- (695770) 2016 AS265
- (695771) 2016 AJ270
- (695772) 2016 AR271
- (695773) 2016 AG272
- (695774) 2016 AC275
- (695775) 2016 AE276
- (695776) 2016 AL276
- (695777) 2016 AT276
- (695778) 2016 AR291
- (695779) 2016 AU296
- (695780) 2016 AF301
- (695781) 2016 AB305
- (695782) 2016 AW305
- (695783) 2016 AA306
- (695784) 2016 AB306
- (695785) 2016 AS306
- (695786) 2016 AX308
- (695787) 2016 AQ309
- (695788) 2016 AH311
- (695789) 2016 AZ311
- (695790) 2016 AP315
- (695791) 2016 AB316
- (695792) 2016 AR316
- (695793) 2016 AH320
- (695794) 2016 AQ324
- (695795) 2016 AK325
- (695796) 2016 AT329
- (695797) 2016 AM342
- (695798) 2016 AX344
- (695799) 2016 AP347
- (695800) 2016 AE351
- (695801) 2016 AQ352
- (695802) 2016 AX354
- (695803) 2016 AV359
- (695804) 2016 AJ365
- (695805) 2016 BV3
- (695806) 2016 BK5
- (695807) 2016 BE9
- (695808) 2016 BE12
- (695809) 2016 BG12
- (695810) 2016 BM14
- (695811) 2016 BB17
- (695812) 2016 BY17
- (695813) 2016 BD19
- (695814) 2016 BR20
- (695815) 2016 BZ20
- (695816) 2016 BA22
- (695817) 2016 BH22
- (695818) 2016 BS23
- (695819) 2016 BQ24
- (695820) 2016 BN25
- (695821) 2016 BF26
- (695822) 2016 BG26
- (695823) 2016 BX27
- (695824) 2016 BV29
- (695825) 2016 BW30
- (695826) 2016 BQ33
- (695827) 2016 BZ33
- (695828) 2016 BM34
- (695829) 2016 BG35
- (695830) 2016 BK37
- (695831) 2016 BX38
- (695832) 2016 BG44
- (695833) 2016 BW44
- (695834) 2016 BL47
- (695835) 2016 BX49
- (695836) 2016 BV52
- (695837) 2016 BY52
- (695838) 2016 BJ54
- (695839) 2016 BJ55
- (695840) 2016 BD57
- (695841) 2016 BE57
- (695842) 2016 BQ58
- (695843) 2016 BB59
- (695844) 2016 BF60
- (695845) 2016 BJ60
- (695846) 2016 BK60
- (695847) 2016 BN60
- (695848) 2016 BS60
- (695849) 2016 BZ60
- (695850) 2016 BQ62
- (695851) 2016 BB63
- (695852) 2016 BV67
- (695853) 2016 BS76
- (695854) 2016 BX76
- (695855) 2016 BC78
- (695856) 2016 BG78
- (695857) 2016 BA81
- (695858) 2016 BR88
- (695859) 2016 BN89
- (695860) 2016 BD91
- (695861) 2016 BG91
- (695862) 2016 BM91
- (695863) 2016 BK93
- (695864) 2016 BU93
- (695865) 2016 BF94
- (695866) 2016 BG94
- (695867) 2016 BA95
- (695868) 2016 BR96
- (695869) 2016 BY96
- (695870) 2016 BZ97
- (695871) 2016 BC98
- (695872) 2016 BP98
- (695873) 2016 BW104
- (695874) 2016 BA105
- (695875) 2016 BG113
- (695876) 2016 BK114
- (695877) 2016 BR130
- (695878) 2016 BT130
- (695879) 2016 BC134
- (695880) 2016 BH138
- (695881) 2016 BT139
- (695882) 2016 CM2
- (695883) 2016 CZ5
- (695884) 2016 CP6
- (695885) 2016 CX6
- (695886) 2016 CE7
- (695887) 2016 CV7
- (695888) 2016 CB10
- (695889) 2016 CR10
- (695890) 2016 CZ12
- (695891) 2016 CS13
- (695892) 2016 CP14
- (695893) 2016 CG16
- (695894) 2016 CS17
- (695895) 2016 CM19
- (695896) 2016 CD20
- (695897) 2016 CG20
- (695898) 2016 CW20
- (695899) 2016 CS21
- (695900) 2016 CC22
- (695901) 2016 CQ22
- (695902) 2016 CG26
- (695903) 2016 CO28
- (695904) 2016 CN33
- (695905) 2016 CH36
- (695906) 2016 CU37
- (695907) 2016 CG38
- (695908) 2016 CJ38
- (695909) 2016 CS39
- (695910) 2016 CJ41
- (695911) 2016 CT43
- (695912) 2016 CK44
- (695913) 2016 CT46
- (695914) 2016 CA47
- (695915) 2016 CQ47
- (695916) 2016 CG50
- (695917) 2016 CD52
- (695918) 2016 CS52
- (695919) 2016 CT53
- (695920) 2016 CZ54
- (695921) 2016 CY55
- (695922) 2016 CF70
- (695923) 2016 CF71
- (695924) 2016 CN71
- (695925) 2016 CE73
- (695926) 2016 CQ73
- (695927) 2016 CX73
- (695928) 2016 CJ74
- (695929) 2016 CV76
- (695930) 2016 CO77
- (695931) 2016 CT78
- (695932) 2016 CO79
- (695933) 2016 CP79
- (695934) 2016 CF84
- (695935) 2016 CG84
- (695936) 2016 CJ88
- (695937) 2016 CS95
- (695938) 2016 CO98
- (695939) 2016 CS104
- (695940) 2016 CC105
- (695941) 2016 CY105
- (695942) 2016 CV108
- (695943) 2016 CS109
- (695944) 2016 CC112
- (695945) 2016 CU114
- (695946) 2016 CN121
- (695947) 2016 CM122
- (695948) 2016 CP126
- (695949) 2016 CH130
- (695950) 2016 CQ131
- (695951) 2016 CD133
- (695952) 2016 CD135
- (695953) 2016 CR139
- (695954) 2016 CT145
- (695955) 2016 CD146
- (695956) 2016 CP146
- (695957) 2016 CJ147
- (695958) 2016 CM148
- (695959) 2016 CP151
- (695960) 2016 CC152
- (695961) 2016 CF154
- (695962) 2016 CC157
- (695963) 2016 CS157
- (695964) 2016 CV157
- (695965) 2016 CS158
- (695966) 2016 CA160
- (695967) 2016 CE161
- (695968) 2016 CF161
- (695969) 2016 CY163
- (695970) 2016 CZ168
- (695971) 2016 CR172
- (695972) 2016 CT179
- (695973) 2016 CR182
- (695974) 2016 CD183
- (695975) 2016 CQ183
- (695976) 2016 CH190
- (695977) 2016 CQ190
- (695978) 2016 CX190
- (695979) 2016 CO191
- (695980) 2016 CC192
- (695981) 2016 CD192
- (695982) 2016 CD195
- (695983) 2016 CS196
- (695984) 2016 CB197
- (695985) 2016 CA198
- (695986) 2016 CS199
- (695987) 2016 CW200
- (695988) 2016 CX200
- (695989) 2016 CB202
- (695990) 2016 CO203
- (695991) 2016 CJ204
- (695992) 2016 CN204
- (695993) 2016 CQ204
- (695994) 2016 CD206
- (695995) 2016 CY208
- (695996) 2016 CS209
- (695997) 2016 CM210
- (695998) 2016 CV210
- (695999) 2016 CA213
- (696000) 2016 CH213